# Finlandssvenska tekniker
Finlandssvenska tekniker är en finlandssvensk bokserie utgiven i Helsingfors bestående av åtta band (I–VIII). 
Banden I–III är utgivna åren 1923–1925 och redigerade av Jonatan Reuter. Banden IV–VIII är utgivna 2003–2017 och är redigerade och publicerade av medlemmar av Tekniska föreningen i Finland.

## Banden i bokserien
- Band I, 1923, tryck vid Mercator Tryckeri Ab i Helsingfors år 1923. Huvudredaktör Jonatan Reuter.[1]
- Band II, 1924, tryck vid Mercator Tryckeri Ab i Helsingfors år 1924. Huvudredaktör Jonatan Reuter.[2]
- Band III, 1925, tryck vid Mercator Tryckeri Ab i Helsingfors år 1925. Huvudredaktör Jonatan Reuter.[3]
- Band IV, 2003, utgivet av Tekniska Föreningen i Finland år 2003 i Helsingfors. Huvudredaktör Henry Ericsson.[4]
- Band V, 2005, utgivet av Tekniska Föreningen i Finland år 2005 i Helsingfors. Huvudredaktör Henry Ericsson.[5]
- Band VI, 2007, utgivet av Tekniska Föreningen i Finland år 2007 i Helsingfors. Huvudredaktör Johan Stén.[6]
- Band VII, 2010, utgivet av Tekniska Föreningen i Finland år 2010 i Helsingfors. Huvudredaktör Harry Lindeberg.[7]
- Band VIII, 2017, utgivet av Tekniska Föreningen i Finland år 2017 i Helsingfors. Huvudredaktör Bengt Juselius.[8]

## Lista över finlandssvenska tekniker
Förteckning över samtliga personer i bokserien. Beteckningen + (t.ex. 1923+) betyder att personen levde då ifrågavarande band gick i tryck. 
| Band             | Person                         | Livsspann   | Bransch | Skribent                                         |
| ---------------- | ------------------------------ | ----------- | --- | ------------------------------------------------ |
| Band I (1923)    | Bergroth, Edvin Leonard        | 1836-1917   | Maskiningenjör, företagsledare, bergsråd, Direktör för Sandvikens Skeppsdocka och Mekaniska Verkstad                                                                | Jonatan Reuter                                   |
| Band I (1923)    | Engström, Carl Adolf           | 1855-1924   | Järnvägsingenjör, VD för Ab Sandvikens Skeppsdocka och Mekaniska Verkstad, bergsråd                                                                                 | Jonatan Reuter                                   |
| Band I (1923)    | Helsingius, Gustaf Adolf       | 1855-1934   | Väg- och vattenbyggn.ing., fattigvårdsorganisatör, hovråd | Jonatan Reuter                                   |
| Band I (1923)    | Huber, Jacob Robert            | 1844-1905   | Vattenledningsingenjör, företagare, grundare av Huber | Jonatan Reuter                                   |
| Band I (1923)    | Höijer, Carl Theodor           | 1843-1910   | Arkitekt, lärare i arkitekturritning vid Polytekniska institutet | Jonatan Reuter                                   |
| Band I (1923)    | Nordberg, Bruno V.             | 1857-1923+  | Maskiningenjör, uppfinnare, företagare, grundare av Nordberg(en) | C.E. Holmberg                                    |
| Band I (1923)    | Palmén, Karl Evert             | 1857-1940   | Maskiningenjör, historiker | Jonatan Reuter                                   |
| Band I (1923)    | Tallqvist, Henrik Theodor      | 1839-1912   | Järnvägsbyggare, överingenjör | Klas Tallqvist                                   |
| Band I (1923)    | Wasastjerna, Evert Edelfrid.   | 1833-1930   | Bandirektör vid järnvägen, ledamot i Järnvägsstyrelsen (Finland) | Jonatan Reuter                                   |
| Band II (1924)   | Appelberg, Karl Joel           | 1853-1921   | Ingenjör, flottningschef, hedersordf. i TF | Hj. Tallqvist                                    |
| Band II (1924)   | Aschan, Adolf Ossian           | 1860-1939   | Professor i kemi vid Helsingfors universitet ordf. i STViF | Jonatan Reuter                                   |
| Band II (1924)   | Forsman, Julius Donatus        | 1844-1920   | Ingenjör, konstruktör | Jonatan Reuter                                   |
| Band II (1924)   | Lindberg, Fredrik Werner       | 1852-1909   | Väg- och vattenbyggn.ing., hamnbyggare, senator | Hj. Tallqvist.                                   |
| Band II (1924)   | Lindberg, Gustaf Robert        | 1844-1924+  | Maskiningenjör, teknisk ledare | Jonatan Reuter                                   |
| Band II (1924)   | Lindfors, Karl Hugo            | 1860-1920ca | Fartygskonstruktör, teknisk chef för FÅA | Lars Krogius                                     |
| Band II (1924)   | Moring, Klas Mathias           | 1838-1912   | Ingenjörmekaniker vid Statsjärnvägarna | Jonatan Reuter                                   |
| Band II (1924)   | Nyström, Karl Gustaf           | 1876-1917   | Arkitekt, professor, lärare vid Ateneum, rektor för Polytekniska institutet                                                                                         | C.L.                                             |
| Band II (1924)   | Qvist, Ernst Edvard            | 1839-1910   | Kemist, lärare, direktor för Polytekniska Institutet | Klas Tallqvist.                                  |
| Band II (1924)   | Stjernvall, Knut Adolf         | 1819-1899   | Generalmajor, generalinspektör för ryska järnvägarna, friherre, geheimeråd                                                                                          | Klas Tallqvist.                                  |
| Band II (1924)   | Wahren, Axel Wilhelm           | 1814-1885   | Färgarmästare, textilfabrikör, hedersledamot av TFiF | K.E. Palmén                                      |
| Band II (1924)   | Vilén, Evert Albert            | 1861-1941   | Linoleumfabrikant, industri-idkare | Jonatan Reuter                                   |
| Band III (1925)  | Backman, Karl Anders           | 1856-1925+  | Övermaskinmästare, fyrmontör | Jonatan Reuter                                   |
| Band III (1925)  | Blomqvist, Karl Henrik         | 1863-1925   | Fartygskonstruktör och -byggare, lärare. | Klas Tallqvist.                                  |
| Band III (1925)  | Edelheim, Frans Edvard         | 1848-1909   | Civilingenjör, kanal- och hamnbyggare i bl.a. St. Petersburg, Mariupol och Liepāja                                                                                  | K.E. Palmén                                      |
| Band III (1925)  | Hedman, Ernst Gustaf           | 1867-1933   | Arkitekt, granit- och tegelfabrikör | Jonatan Reuter                                   |
| Band III (1925)  | Johansson, Johan               | 1864-1925+  | Byggmästare, entreprenör | Jonatan Reuter                                   |
| Band III (1925)  | Kolster, Rudolf                | 1837-1901   | Lärare, professor, prorektor vid Polytekniska Institutet, konstruktör, patentråd                                                                                    | Herman och Fr. Kolster.                          |
| Band III (1925)  | Lekve, Endre                   | 1833-1882   | Professor i byggnadsteknik vid Tekniska högskolan | K.E. Palmén                                      |
| Band III (1925)  | Lindberg, Karl Johan.          | 1851-1921   | Konstruktör av järnvägsbroar | Hj. Tallqvist.                                   |
| Band III (1925)  | Norrmén, Herman.               | 1860-1907   | Järnvägsbyggare, disponent vid Ab Dalsbruk | C.E. Holmberg.                                   |
| Band III (1925)  | Strömberg, Georg Adolf         | 1823-1906   | Överingenjör, statsråd, generaldirektör, hedersledamot av TFiF | K.E. Palmén                                      |
| Band III (1925)  | Vikman, Gustaf Viktor          | 1856-1925+  | Filare, maskinist, lokförare | Jonatan Reuter                                   |
| Band IV (2003)   | Runeberg, J. Robert            | 1846-1919   | Skeppsbyggnadsingenjör | John Holmström                                   |
| Band IV (2003)   | Andersin, Ernst F.             | 1856-1926   | Fyrkonstruktör | Hans-Kristian Schmidt                            |
| Band IV (2003)   | Strömberg, A. Gottfrid         | 1863-1938   | Elektroingenjör, grundare av och VD för Oy Strömberg Ab | Johan Stén                                       |
| Band IV (2003)   | Wickström, John                | 1870-1959   | Motorfabrikör, Chicago Motor Cycle Co. och Bröderna Wickströms Motorfabrik Ab                                                                                       | John Holmström                                   |
| Band IV (2003)   | Ohls, Anders                   | 1873-1961   | Uppfinnare (nätbindning) | Bengt Jusélius                                   |
| Band IV (2003)   | Estlander, Gustaf              | 1876-1930   | Arkitekt och båtkonstruktör (SK 150, 12mR) | Henry Clay Ericsson                              |
| Band IV (2003)   | Grönblom, Berndt               | 1885-1970   | Industriman (metallindustrin), företagsledare | Svante Ernsten                                   |
| Band IV (2003)   | Schmidt, Otto F.               | 1886-1937   | Elektroingenjör (telekom), företagsledare, VD för Oy Strömberg Ab, grundare av Airam(fi)                                                                            | Hans-Kristian Schmidt                            |
| Band IV (2003)   | Tigerstedt, Eric M.C.          | 1887-1925   | Elektroingenjör (telekom), uppfinnare | Johan Stén                                       |
| Band IV (2003)   | Fabritius, Johan Chr.          | 1890-1946   | Överstelöjtnant, byggnadstekniker (befästningar) | Henry Clay Ericsson                              |
| Band V (2005)    | Wadén, Daniel                  | 1850-1930   | Elektroingenjör (telekom), företagsledare, VD för Helsingfors telefonförening                                                                                       | Johan Stén                                       |
| Band V (2005)    | Lagus, Robert(fi)              | 1863-1937   | Elektroingenjör, uppfinnare, officer | Bengt Jusélius                                   |
| Band V (2005)    | Staffans, Allan                | 1880-1946   | Tekniker, skeppsbyggnadsövervakare för Maskin- och Brobyggnads Ab, VD för Oy Crichton-Vulcan Ab och Wärtsiläkoncernen                                               | Nils von Knorring, Leif Bengtsson & H-K. Schmidt |
| Band V (2005)    | Kyrklund, Harald               | 1881-1965   | Kemist, professor i maskinbyggnad vid Tekniska högskolan och Åbo Akademi                                                                                            | Svante Ernsten                                   |
| Band V (2005)    | Liljeberg, A.W.(fi)            | 1883-1961   | Byggnadsingenjör, grundare av A.W. Liljeberg Oy | Henry Clay Ericsson                              |
| Band V (2005)    | Andersson, Adolf               | 1887-1961   | Motorkonstruktör, grundare av och teknisk ledare för Finska Motorfabriks Ab Wasa                                                                                    | Bengt Jusélius                                   |
| Band V (2005)    | Heikel, Göran Felix            | 1888-1964   | Ingenjör (maskinbyggnad, turbiner) | Svante Ernsten                                   |
| Band V (2005)    | Wrede, Gustaf                  | 1889-1958   | Ingenjör (maskinteknik), företagsledare, VD vid Tykö bruk, Dalsbruk Ab och Petsamon Nikkeli Oy                                                                      | Bengt Jusélius                                   |
| Band V (2005)    | Salin, Jarl                    | 1898-1974   | Professor i maskinbyggnad vid Åbo Akademi och Tekniska Högskolan | Svante Ernsten                                   |
| Band V (2005)    | Wickström, Roy                 | 1901-1981   | Uppfinnare, entreprenör | Bengt Jusélius                                   |
| Band V (2005)    | Lindblom, Jarl                 | 1902-1985   | Segel- och motorfartygskonstruktör (Åbo Båtvarf), planerare av Oy Laivateollisuus Ab:s varv i Pansio                                                                | Henry Ericsson & John Holmström                  |
| Band V (2005)    | Wegelius, Edward               | 1903-1993   | Diplomingenjör i flygteknik, chefkonstruktör vid Statliga Flygplansfabriken, ordförande för ISO                                                                     | Carl-Fredrik Geust                               |
| Band VI (2007)   | Sjöström, Frans                | 1840-1885   | Arkitekt | Kirsti Horn                                      |
| Band VI (2007)   | Hellström, Alfons              | 1877-1965   | Uppfinnare (kemiindustrin), uppfinnare av tallsåpan | Harry Lindeberg                                  |
| Band VI (2007)   | Luther, Erich                  | 1881-1965   | Ingenjör (processteknik), VD för Ab Rauhaniemi | Carl-Fredrik Geust                               |
| Band VI (2007)   | Bäckström, Ernst G.            | 1882-1963   | Maskiningenjör (skeppsbyggnad), professor, chefsdirektör för Sandvikens Skeppsdocka                                                                                 | John Holmström                                   |
| Band VI (2007)   | Johansson, K. Albin            | 1883-1963   | Skeppsbyggare, isbrytarkonstruktör (Sisu (isbrytare, 1938), S/S Turso), VD för Sandvikens Skeppsdocka                                                               | John Holmström                                   |
| Band VI (2007)   | Wahlberg, Nils Erik(fi)        | 1885-1977   | Ingenjör (förbränningsmotorteknik), uppfinnare (bilindustrin), konstruktionschef för General Motors, konstruktionsdirektör och chefingenjör för Nash Motors Company | Bengt Jusélius                                   |
| Band VI (2007)   | Henriksson, Emil V.            | 1886-1959   | Uppfinnare av lås (Abloy) | Bengt Jusélius                                   |
| Band VI (2007)   | Ståhle, Gunnar                 | 1902-1967   | Processteknik, flyg, VD för Finnair 1929-45 och Arabia 1947-1968 | Carl-Fredrik Geust                               |
| Band VI (2007)   | Sahlberg, Per Holger           | 1913-1995   | Ingenjör, konstruktör (Försvarsmakten), professor vid Tekniska högskolan                                                                                            | Svante Ernsten                                   |
| Band VI (2007)   | Stubb, Tor                     | 1919-1995   | Fysiker, professor i teknisk fysik vid Uleåborgs universitet och i elektronfysik vid Tekniska högskolan                                                             | Johan Stén                                       |
| Band VI (2007)   | Wahlforss, Wilhelm             | 1891-1967   | Företagsledare, VD för Wärtsilä 1926–1938 | Svante E                                         |
| Band VI (2007)   | Savonius, Sigurd               | 1884-1931   | Uppfinnare (Savonius-rotor) | Folke Malmgren                                   |
| Band VI (2007)   | Forsén, Lennart                | 1889-1943   | Kemist, företagsledare, chefskemist för Skånska Cement, professor i kemisk teknologi vid Kungliga Tekniska högskolan                                                | Lars-Eric Lindfors                               |
| Band VII (2010)  | Olofsson, Einar                | 1886-1955   | Båtkonstruktör, ritare för Maskin och Bro | Henry Clay Ericsson                              |
| Band VII (2010)  | Cooper, Edward                 | 1888-1966   | Entreprenör, textilkonstnär | Harry Lindeberg                                  |
| Band VII (2010)  | Huldén, Bjarne                 | 1915-2000   | Ingenjör (elektroteknik) | Johan Stén                                       |
| Band VII (2010)  | Sarlin, Emil                   | 1875-1956   | Bergsingenjör, VD för Pargas Kalkbergs Ab 1906-1955 | Tom Bröckl                                       |
| Band VII (2010)  | Wahlstedt, Isak                | 1883-1968   | Mekaniker (maskinbyggnad), uppfinnare | John Holmström                                   |
| Band VII (2010)  | Ekwall, Per                    | 1895-1990   | Kemist (yt- och kolloidkemi), professor vid Åbo Akademi, grundare och chef för Ytkemiska laboratoriet                                                               | Per Stenius                                      |
| Band VII (2010)  | Carlander-Reuterfeldt, Torsten | 1902-2003   | Industriman (el- och metallteknik) VD för Mariefors bruk AB (Oy Fiskars Ab)                                                                                         | Bengt Jusélius                                   |
| Band VII (2010)  | Hernberg, Gunnar               | 1904-1993   | Diplomingenjör, industriman (socker), konsernchef Finska Socker Ab                                                                                                  | Kurt Hedström                                    |
| Band VII (2010)  | Enqvist, J. Reinhold           | 1881-1940   | Industriman (träförädlingsindustrin), VD för Ab J.W. Enqvist(grundare av Lielahti massafabrik)                                                                      | Reinhold Enqvist                                 |
| Band VII (2010)  | Westerholm, Wolter             | 1908-2009   | Diplomingenjör (väg- och vattenbyggnad), företagsledare, byggnadschef vid Kymmene Ab 1937-1951                                                                      | Svante Ernsten                                   |
| Band VII (2010)  | Jensen, Waldemar               | 1915-2009   | Diplomingenjör (kemi), professor vid Åbo Akademi, VD för Centrallaboratorium Ab                                                                                     | Bjarne Holmbom                                   |
| Band VII (2010)  | Wikstedt, Kurt                 | 1920-       | Diplomingenjör (elektronik, datateknik), chef för affärsavdelningen för Ab Nokia Oy                                                                                 | Gunnulf Mårtenson                                |
| Band VIII (2017) | Holmström, Caesar              | 1855-1930   | Maskinbyggare, företagsledare, VD för Crichton-Vulcan | Pontus Holmström                                 |
| Band VIII (2017) | Grönlund, Gabriel              | 1884-1952   | Maskinbyggare, uppfinnare | Bengt Juselius                                   |
| Band VIII (2017) | Österberg, Väinö               | 1905-1983   | Maskinkonstruktör | Elianne Riska                                    |
| Band VIII (2017) | Muselius, Georg                | 1908-1994   | Maskinkonstruktör, företagsledare, chef för lokomotivavdelningen på Tampella                                                                                        | Svante Ernsten                                   |
| Band VIII (2017) | Jalander, Holger               | 1908-2003   | Radiotekniker, lärare i geofysiska metoder vid Tekniska högskolan                                                                                                   | Carl-Fredrik Geust                               |
| Band VIII (2017) | Condu, Herbert                 | 1916-1956   | Motorbåtskonstruktör | Henry Clay Ericsson                              |
| Band VIII (2017) | Blomberg, Hans                 | 1919-2006   | Diplomingenjör, professor (teoretisk elektroteknik, systemteori) vid Tekniska högskolan                                                                             | Martin Ollus & Björn Wahlström                   |
| Band VIII (2017) | Wahlstedt, Wilmer              | 1919-2017+  | Diplomingenjör (maskinteknik), dieselmotorkonstruktör, överingenjör och konsult för Wärtsilä                                                                        | Bengt Juselius                                   |
| Band VIII (2017) | Jansson, Jan-Erik(fi)          | 1921-2010   | Skeppsbyggare, generaldirektör för Sjöfartsstyrelsen, varvschef för Crichton-Vulcan, lärare vid Åbo Akademi och professor vid Tekniska högskolan                    | John Holmström                                   |
| Band VIII (2017) | Hedman, Lars                   | 1928-2001   | Arkitekt, stadsplanerare, professor (stadsplanering) vid Tekniska högskolan                                                                                         | Per-Mauritz Ålander                              |